# Trung tâm Thể thao Tỉnh Hiroshima
Trung tâm Thể thao Tỉnh Hiroshima (広島県立総合体育館 Hiroshima Kenritsu Sōgō Taiikukan) là một nhà thi đấu nằm ở Hiroshima, Nhật Bản. Nhà thi đấu cũ được xây dựng trong khoảng thời gian ngắn sau Chiến tranh thế giới thứ hai. Nhà thi đấu đã được xây dựng lại để sử dụng cho Đại hội Thể thao châu Á 1994. Nơi đây đã tổ chức một số trận đấu vòng bảng của Giải bóng chuyền nam vô địch thế giới FIVB 2006 và Giải vô địch bóng rổ thế giới 2006.